# زیردریایی کلاس آی-۲۰۱
زیردریایی کلاس آی-۲۰۱ (به انگلیسی: I-201-class submarine) یک کلاس از زیردریایی است که طول آن ۷۹ متر (۲۵۹ فوت) و ارتفاع آن ۷ متر (۲۳ فوت) می‌باشد.